# CPR Toronto Yard

Der CPR Toronto Yard, auch Agincourt Yard, ist ein ehemaliger Rangierbahnhof der Canadian Pacific Railway (CPR) im Stadtbezirk Scarborough im Nordosten von Toronto. Er war bis in die 2010er Jahre mit 72 Richtungsgleisen der größte Rangierbahnhof im Netz der CPR, wurde aber zusammen mit anderen Rangierbahnhöfen der kanadischen Class 1-Eisenbahngesellschaft im Zuge von Umstrukturierungen unter E. Hunter Harrison teilweise stillgelegt. Ein Großteil der Gleise wurden daraufhin zurückgebaut, nur die angrenzenden Bahnbetriebswerke und die ehemaligen Ein- und Ausfahrgruppen sind noch erhalten.

## Geschichte

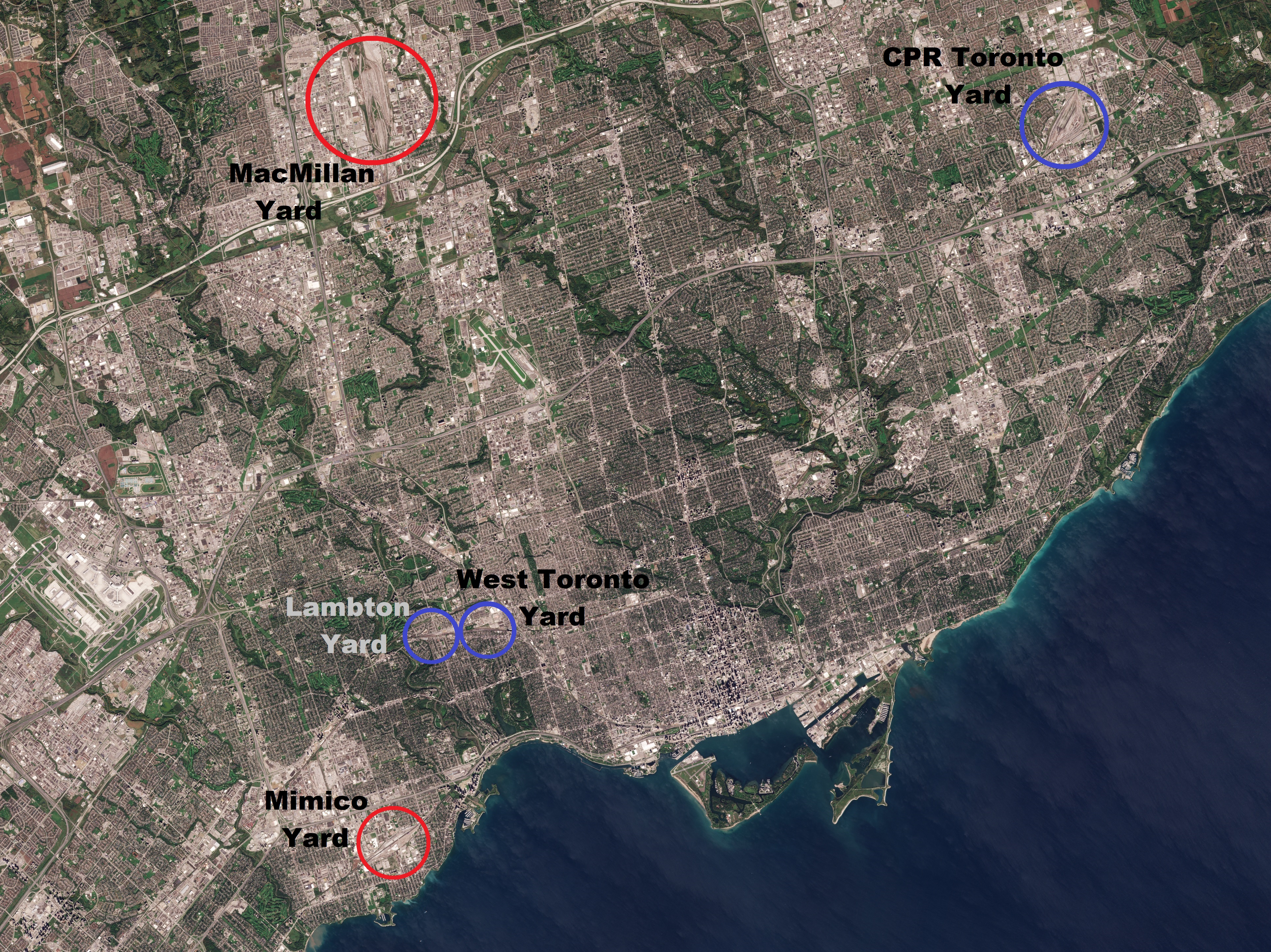
Große Rangier- und Güterbahnhöfe der Canadian National (CN) und der Canadian Pacific (CPR) im Großraum Toronto:
Mimico Yard (ehemals CN, unten)
MacMillan Yard (CN, oben links)
West Toronto Yard (CPR, Mitte)
Lambton Yard (CPR, Mitte)
CPR Toronto Yard (CPR, oben rechts)

Die Verbindungen der CPR und der späteren Canadian National Railway (CN) von Detroit nach Montreal verliefen im 19. Jahrhundert über das auf etwa halber Strecke gelegene Toronto. Ab Ende des Jahrhunderts entstanden entlang der Strecken auf dem Gebiet des heutigen Stadtzentrums von Toronto mit dem West Toronto Yard (1890, CPR) und dem Mimico Yard (1906, Grand Trunk Railway, später CN) erste große Rangierbahnhöfe mit Ringlokschuppen zur Wartung der Dampflokomotiven. Die CPR erweiterte in den 1910er Jahren ihre Kapazität mit dem Bau des Lambton Yard, der fortan zusammen mit dem benachbarten West Toronto Yard als ein großer Rangierbahnhof betrieben wurde. Die stetige Zunahme des Güterverkehrs während des Zweiten Weltkrieges in den 1940er Jahren und die beschränkte verfügbare Fläche in der ebenfalls wachsenden Metropole, zwang die beiden großen Eisenbahngesellschaften dazu, über Alternativen nachzudenken, was Anfang der 1960er Jahre im Neubau von Rangierbahnhöfen am Rande der Greater Toronto Area mündete. Die CPR wählte als Standort das nordöstlich gelegene Agincourt im heutigen Stadtbezirk Scarborough und errichtete hier bis 1964 auf etwa 175 Hektar einen Flachbahnhof mit 63 Richtungsgleisen, deren Anzahl in den 1990er Jahren auf 72 erhöht wurde. Der Lambton-West Toronto Yard blieb nach der Eröffnung des CPR Toronto Yard weiterhin in Betrieb und wird von der CPR heute für die Versorgung der lokalen Industrie genutzt, die großen Ringlockschuppen wurden allerdings abgerissen.
Die CN errichtete zeitgleich im nördlich gelegenen Vaughan auf einer Fläche von 160 Hektar mit dem heutigen MacMillan Yard ebenfalls einen Flachbahnhof ähnlicher Größenordnung, der aber im Gegensatz zum Durchgangsbahnhof der CPR als Kopfbahnhof ausgeführt wurde. Das Gelände des ehemaligen Bahnhofs in Mimico wird heute hauptsächlich von GO Transit (Willowbrook Yard) und VIA Rail Canada (VIA Toronto Maintenance Centre) genutzt. In den 1990er Jahren wurde ein Großteil aller Rangierbahnhöfe der CN und CPR in Kanada mit einem von der CN entwickelten System zur Funkfernsteuerung von Rangierlokomotiven ausgerüstet. Dadurch konnte die Automatisierung der Bahnhöfe weiter vorangetrieben werden, wobei die Bedienung der Lokomotiven vom Bodenpersonal mittels tragbarer Steuerungsmodule (Beltpack) und der Zugbildungsprozess hinter dem Ablaufberg durch vom Stellwerk ferngesteuerte Gleisbremsen erfolgt. Der komplette Rangiervorgang wird computergestützt von Stellwerk aus überwacht. Zudem sind die Lokomotiven und Güterwagen mit Transpondern ausgestattet und deren Positionen werden mittels GPS ständig kontrolliert, wodurch im Notfall beim Verlassen definierter Bereiche automatisch ein Nothalt der Rangierlokomotiven erfolgen kann. In den 2000er Jahren setzte sich das System auch in den USA durch und wird heute von allen Class-1-Eisenbahngesellschaften eingesetzt.
Im Gegensatz zur CN transportierte die CPR zunehmend mehr Massengut wie Getreide, Kohle oder Kalisalz, dessen Anteil am Erlös im Güterverkehr der CPR 2018 bei 41 % lag. Da Massengut größtenteils mittels Blockzügen transportiert wird und dadurch der Bedarf an Unterwegsbehandlungen entfällt, wurden unter der Leitung von E. Hunter Harrison in den 2010er Jahren viele der Rangierbahnhöfe der CPR in Kanada und den USA stillgelegt, darunter auch der CPR Toronto Yard. Die Gleise der Richtungsharfe wurden daraufhin zurückgebaut, nur die angrenzenden Bahnbetriebswerke und die ehemaligen Ein- und Ausfahrgruppen sind noch erhalten.

## Beschreibung

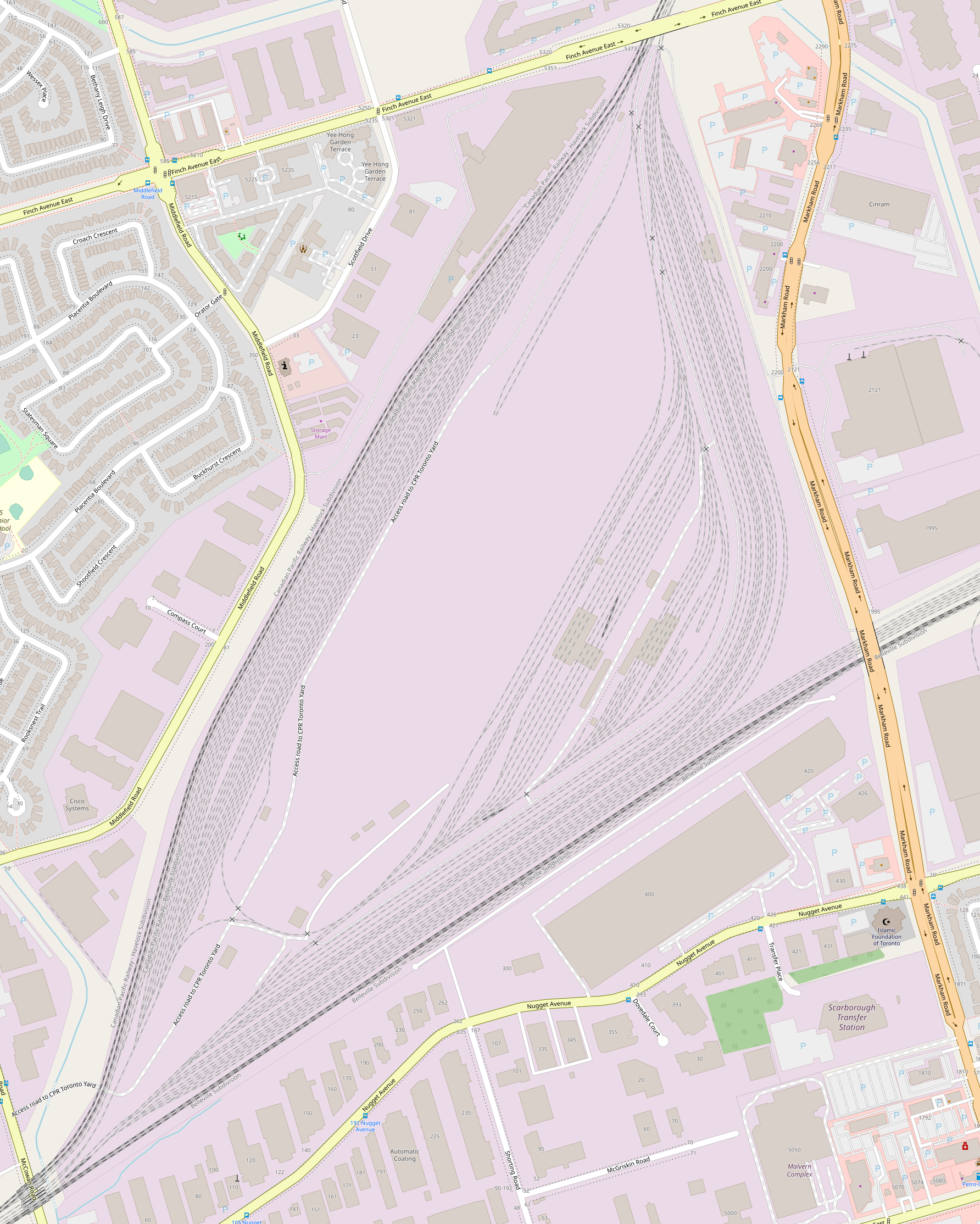
Die Gleisanlagen des Rangierbahnhofs Ende der 2010er Jahre, die ehemalige Richtungsharfe im Zentrum (72 Gleise) wurde entfernt

Bis Anfang der 2010er Jahre gliederte sich der Flachbahnhof in eine Richtungsharfe bestehend aus acht Gruppen mit je neun Gleisen im Zentrum, in die die Güterwagen über einen eingleisigen Ablaufberg von Südwest nach Nordost abgedrückt wurden; die Gleise sind heute nicht mehr vorhanden. Die Kapazität lag bei etwa 1.300 Güterwagen täglich. Auf der Ostseite befinden sich Wartungshallen mit mehreren durchgehenden Gleisen für Güterwagen und Diesellokomotiven. Umgeben ist das zentrale Areal im Westen von der Einfahrgruppe mit elf Gleisen und mehreren Umfahrungsgleisen der Havelock Subdivision. Im Osten liegt die Ausfahrgruppe mit neun Gleisen und die angrenzenden Umfahrungsgleise der Belleville Subdivision, vor der sich über eine Länge von etwa 2,5 km eine weitere Gleisgruppe zur Aufnahme von langen Zügen befindet.